# Lala Aufsberg
Lala Aufsberg, nata Luise Ida Aufsberg (Sonthofen, 26 febbraio 1907 – Sonthofen, 18 maggio 1976), è stata una fotografa tedesca.

## Biografia
Figlia dell'insegnante Theodor. La fotografia non era sconosciuta in famiglia dal momento che la madre era figlia del fotografo della corte reale bavarese Joseph Heimhuber (1853-1928), il quale aprì il primo studio fotografico a Sonthofen nel 1876 ed esplorò il paesaggio dell'Algovia. Dopo la morte prematura del padre, Lala e le sorelle passarono molto tempo con i nonni ed è assai probabile che abbia imparato dal nonno i primi rudimenti fotografici.
Dopo la formazione scolastica elementare e media a Immenstadt im Allgäu, iniziò il tirocinio a Oberstdorf come commerciante di fotografia nel 1932, al termine del quale si trasferì a Norimberga per lavorare nei negozi Seitz (1926) e Photo Porst (dal 1931 al 1937). Nello stesso periodo entrò a far parte di una associazione fotografica.
Sebbene, dopo un viaggio in Ungheria, a contatto con un ambiente culturalmente molto diverso, si sia resa conto di dover prendere le distanze da un certo stile "pittorialista" che aveva usato fino ad allora per aderire, invece, in parte alle idee della Neues Sehen, al suo ritorno in Germania cercherà di mettere a frutto queste convinzioni, nonostante le difficoltà imposte dal regime nazista nei confronti della cosiddetta arte degenerata.
Questa fu una delle motivazioni che la convinsero nel 1938 a frequentare la Scuola statale di artigianato e arti applicate di Weimar, dipartimento di fotografia con Walter Hege. Dopo aver superato l'esame in fotografia, nello stesso anno tornò a Sonthofen dove aprì uno studio fotografico.
Nel 1937 e 1938 Aufsberg documentò le manifestazioni del partito nazista a Norimberga, anche se le sue foto non appaiono in linea come ci si aspetterebbe con l'estetica dominante del nazionalsocialismo. Ricevette il suo primo incarico di natura artistica nel 1941-42 per fotografare le pitture murali romaniche e gotiche nelle chiese e nei monasteri della Carinzia e successivamente anche in Stiria. A questo proposito, anche per capire il livello qualitativo raggiunto dalla fotografa sono importanti le parole che scrive Walter Frodl nella prefazione ai due volumi sulle immagini relative alla Stiria: "L'importanza di questo lavoro fotografico e inventariale è data dalle massime autorità, soprattutto durante la guerra, deriva dall'ordine del Führer, il tutto di catturare la pittura monumentale tedesca in immagini a colori. Entrambe le pubblicazioni identificano Lala Aufsberg al di là del sottotesto politico come un maestro della fotografia documentaristica architettonica e della riproduzione artistica [...]".
Dalla metà degli anni '50 la sua carriera ebbe un incremento internazionale. Viaggiò in molti paesi del mondo, compresi Giappone, Tailandia, Cambogia e pubblicò in un numero incalcolabile di volumi, testi, pubblicazioni di ogni genere.
L'importanza di questa documentazione, oltre ad essere elencato negli archivi UNESCO, è quella di essere stata acquisita dal Bildarchiv Foto Marburg, parte dell'Università di Marburgo, quale centro tedesco di documentazione per la storia dell'arte. L'archivio di Lala Aufsberg consta di 46 000 negativi storici dell’arte in bianco e nero nel formato 120 e 9×12 cm. e di 103 000 fotografie. I luoghi che lei ha fotografato riguardano essenzialmente Germania meridionale, Austria, Italia, Francia, Grecia ed Egitto.
La sua morte fu causata da un ictus.

## Pubblicazioni
- Paesaggi, persone, momenti. Immagini di un fotografo dell'Algovia, a cura di Michael Wöll e Hilmar Sturm, Verlag Hephaistos, Immenstadt-Werdenstein, 2007 - ISBN 978-3-931951-27-6
- Immagini storiche dell'Algovia. Immagini di un fotografo dell'Algovia, a cura di Peter Elgaß, Editrice Efesto, Immenstadt-Werdenstein, 2010 - ISBN 978-3-931951-44-3
- Algovia originale. Cultura e cucina, a cura di Gerlinde Hagelmüller, Editrice d'arte Schweberg, Ofterschwang, 2016 - ISBN 978-3-943431-07-0